# 亚历山大·安德罗诺夫
亚历山大·亚历山德罗维奇·安德罗诺夫（俄語：Александр Александрович Андронов，1901年4月11日—1952年10月31日），是一位苏联物理学家，苏联科学院院士。月球上的安德罗诺夫环形山以他的名字命名。他是自激振动理论的创始人之一，通过与列夫·庞特里亚金合作引入结构稳定性的概念深入发展了动态系统的稳定性理论。

## 早年及教育
安德罗诺夫出生在一个公职人员的家庭，1918年中学毕业，之后先后供职于工厂、军需供给支队，1920年考入莫斯科高等技术学校电子技术系学习。1921年起开始兼听莫斯科大学数学物理系的一些课程，1923年转入莫斯科大学学习理论物理学，1925年毕业。在莫斯科大学他也打下了良好的数学基础，并受到力学家恰普雷金的影响。1924年曾于第二莫斯科大学（后来的莫斯科国立师范大学）讲授力学和理论物理。
1926年至1929年，安德罗诺夫在莫斯科大学读研究生，在莱昂尼德·曼德尔什塔姆指导下与列昂托维奇合作完成了波动页面上光的散射理论的研究。他还研究了统计物理学和量子物理学和无线电电子技术中产生振动问题并发表了论文《庞加莱的极限环和振动理论》。:页1-2

## 职业生涯及晚年
1931年安德罗诺夫要求转到了高尔基市的国立高尔基大学当教授，他在那里组织并讲授了振动理论、电动力学、相对论、理论物理等课程，颇受好评。他还参加苏联科学院自动化和遥控力学研究所的研究，分析研究了自动调节理论经典文献，培养了一批青年才俊，还曾进行科学史研究。
1944年，安德罗诺夫因苏德战争中的贡献被授予紅旗勳章，1946年选为苏联科学院院士，1950年选为苏联最高苏维埃代表。安德罗诺夫因高血压于1952年10月31日逝世。1969年，苏联科学院设立了安德罗诺夫奖金。:页2

## 对科学的贡献
安德罗诺夫运用庞加莱的定性理论和里雅普诺夫的运动稳定性理论，并有所发展，使得应用数学方法来研究非线性自动机械系统的振动过程有了理论基础。他在1928年提出并研究了系统自身激发的振荡问题，称它为“自激振动”（“自振”），这个名词为学术界广泛采纳。这种振动的振幅、周期均与初始条件无关，应以定常非线性的微分方程来描述它。安德罗诺夫提出，相平面上的极限环，即是自振的数学描述。1937年他与维特、哈依金合作了《振动理论》一书，详细阐明了此一问题。:页3-4
“分叉”是指非线性力学系统因参数改变而出现的曲线族多支交换现象，若进一步发展还可能产生次级分叉。安德罗诺夫在庞加莱之后研究了二维分叉问题，还研究了分叉阶数并提出点映射理论，对非线性力学的发展做出了重大贡献。在其逝世后，他的工作被其学生和世界其他地区的学者们所继承和发展。:页6

## 延伸阅读
- （苏）А.А.安德罗诺夫，А.А.维特，С.Э.哈依金. 振动理论 上. 北京市：科学出版社, 1974.10.
- （苏）A.A.安德罗诺夫 A.A.维特 C.э.哈依金. 振动理论 下. 北京市：科学出版社, 1974.10.